# Sudra (huvudbonad)

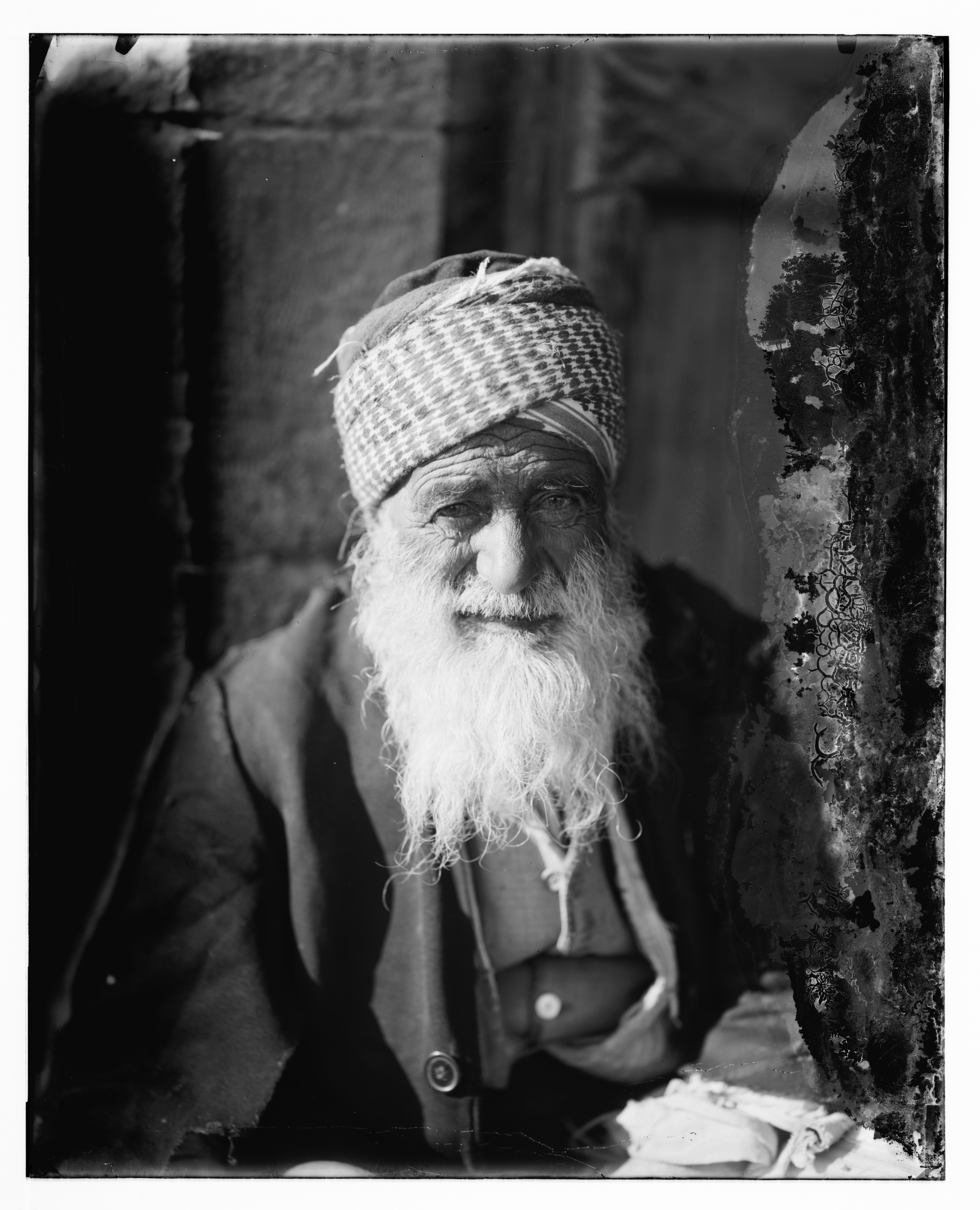
Jemenitisk jude bär sudra, 1914.

En sudra (hebreiska: סוּדָר) är ett rektangulärt tygstycke som bärs som huvudbonad, scarf eller halsduk inom traditionell judisk kultur. Den har genom tiderna haft många olika funktioner och anses idag ha stort kulturell och religiöst värde inom judisk kultur.
Sudran omnämns i olika uråldriga judiska och kristna religiösa texter på arameiska och grekiska, bland annat i Lukasevangeliet, Peshitta och babyloniska Talmud. Sudran skall inte förväxlas med keffiyeh, i Sverige även känd som "palestinasjal".

## Historia
Det historiska ursprunget till sudran och bärandet av plagg virat rund huvudet är okänt. De tidiga kända exemplen kan hämtas från historiska artefakter från det forntida Mesopotamien, t.ex. statyer av Gudea som avbildar en figur som bär turban-liknande plagg.
Liknande huvudbonader kan ha burits så tidigt som 2600 f.Kr. och kan förknippas med stort historiskt, religiöst och kulturellt värde i Mellanöstern.
Enligt den irländske professorn i bibliska studier John Raymond Bartlett bar de forntida hebréerna också ett liknande klädesplagg i stil med en kūfīyah, som även bärs i andra delar av Mellanöstern.

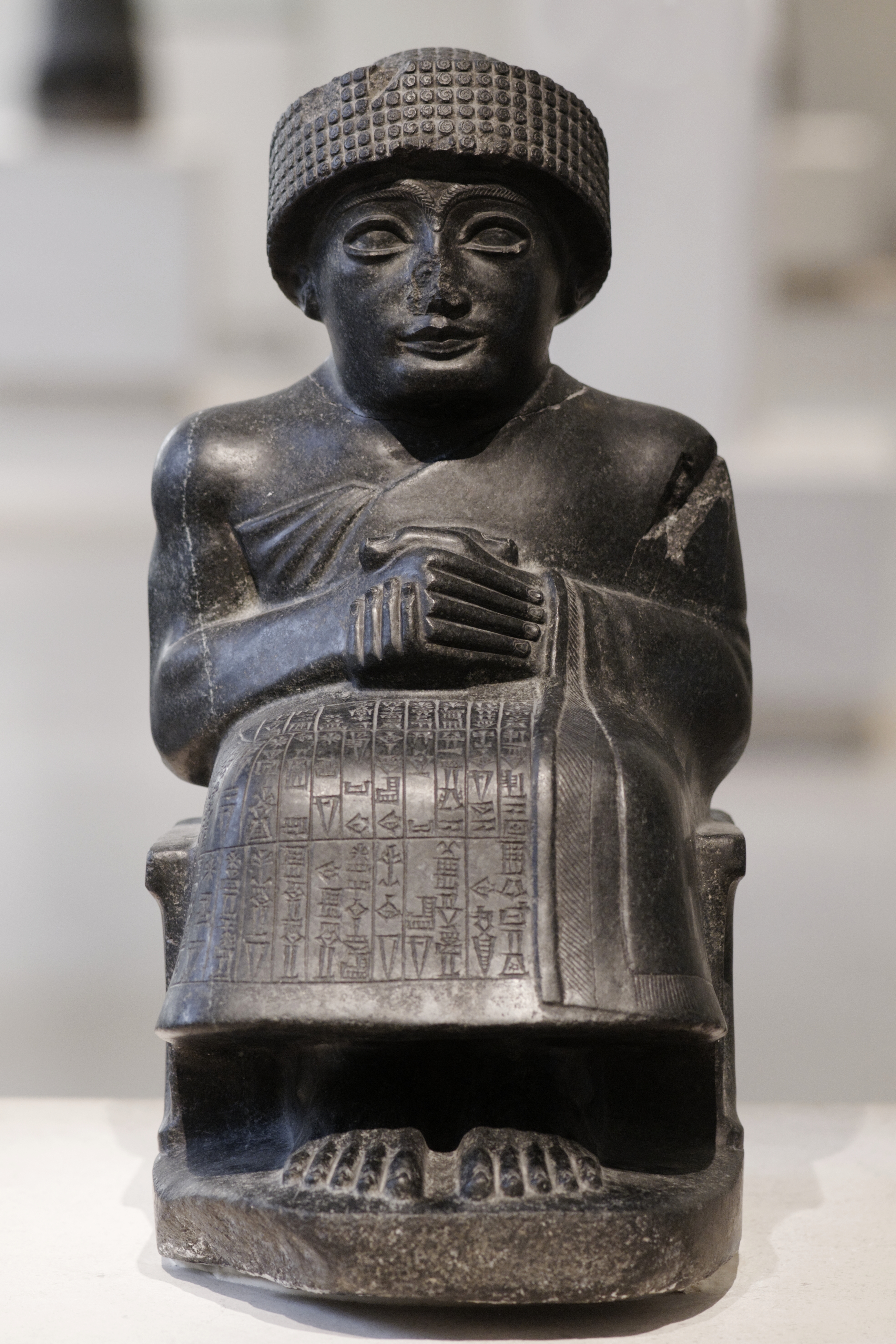
Staty från Gudea, figuren bär en turban-liknande huvudbonad

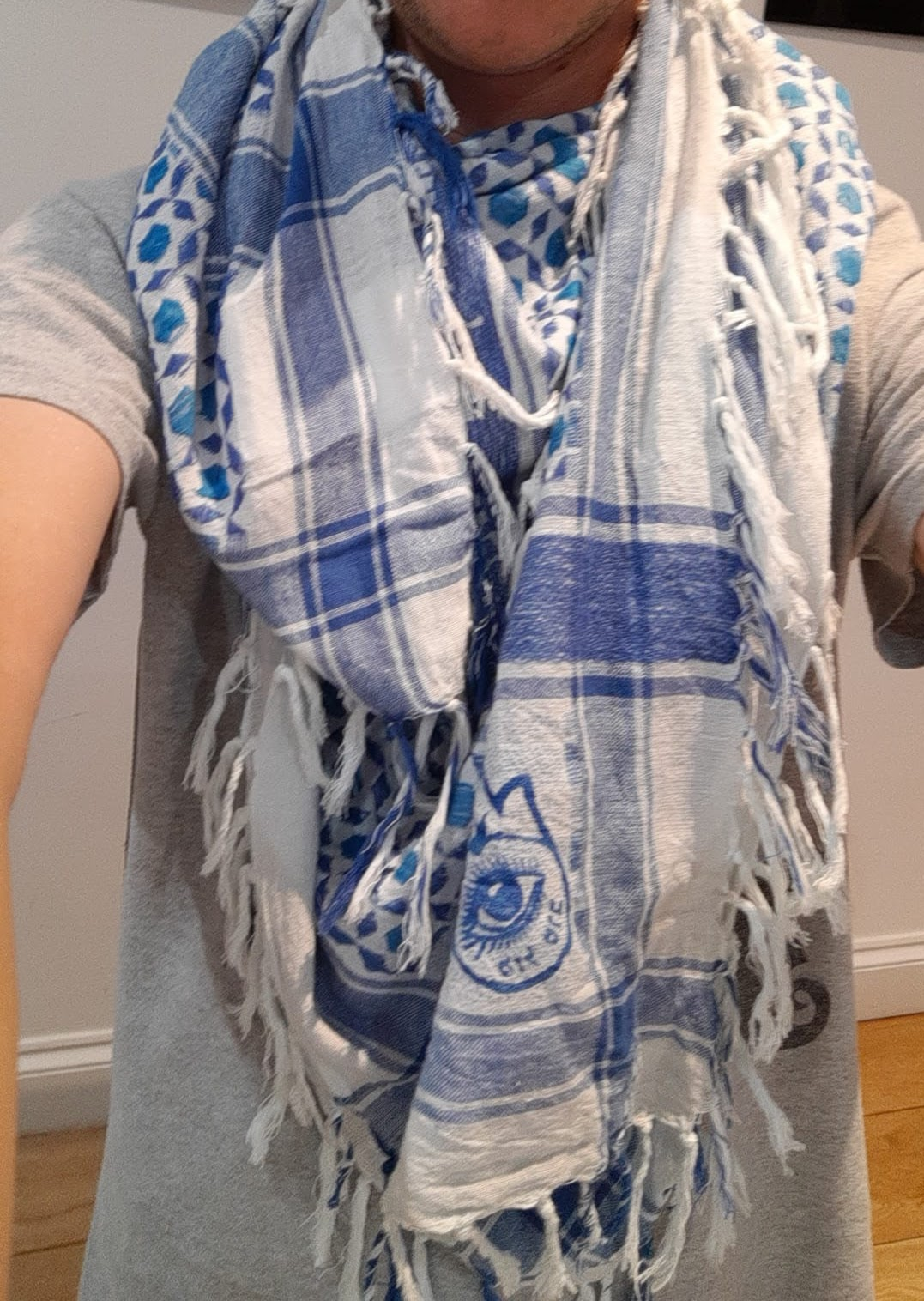
Modern sudra.

## Bärande och varianter
Den Babylonska Talmud ger exempel på olika varianter av bärande, och vem som bar den. Flera passager nämner att den bärs virad kring huvudet. Traktatet Berakhot (60b:5) ger även vägledning till en bön som bör reciteras när huvudbonaden anbringas på detta sätt. hebreiska: ברוך ... עוטר ישראל בתפארה ... svenska: ...välsignad är den som smyckar Israel med härlighet.
En annan variant av bärande som nämns är att sudran kan bäras som en scarf eller halsduk, och historikern Markus Jastrow(en) menar att den även kan ha burits över armarna.
Den på 1000-talet aktive romerske skribenten Rashi menar att hebreiska: וסודר שבצוארו - ותלויין ראשיו לפניו לקנח בו פיו ועיניו, svenska: ...och sudran skall anläggas på nacken – och dess ändar används för att torka munnen eller ögonen.

## Modernt bärande
Bärande av sudra är en äldre tradition som inte upprätthålls på samma aktiva sätt som t.ex. traditionen att bära kippa. Båda plaggen nämns dock i Talmud, även om kippa där omnämns som ett plagg kopplat till tro och sudran mer som ett praktiskt plagg utan politisk eller religiös innebörd. Det finns dock tecken på att den yngre generationen tar till sig plagget som en accessoar.